# Патрік Окс
Патрік Окс (нім. Patrick Ochs, нар. 14 травня 1984, Франкфурт-на-Майні) — німецький футболіст, що грав на позиції правого захисника, зокрема за «Айнтрахт» та «Вольфсбург».
Володар Кубка Німеччини. 

## Ігрова кар'єра
У дорослому футболі дебютував 2004 року виступами за команду «Айнтрахт» з рідного міста, в якій провів сім сезонів, взявши участь у 202 матчах чемпіонату. Більшість часу, проведеного у складі «Айнтрахта» (Франкфурт-на-Майні), був основним гравцем на правому фланзі захисту команди.
2011 року перейшов до «Вольфсбурга», де мав проблеми із потраплянням до основного складу. Тому сезон 2012/13 провів на правах оренди у команді «Гоффенгайм 1899». Повернувщись з оренди до «Вольфсбурга», провів у його складі ще два сезони у статусі резервного гравця. При цьому в сезоні 2014/15 не виходив у складі його головної команди на поле у жодному із турнірів.
Залишивши «Вольфсбург» після завершення контракту влітку 2015 року, протягом року був без клубу. Влітку 2016 року приєднався до третьолігового клубу «Франкфурт», а вже навесні 2017 року був змушений остаточно завершити ігрову кар'єру через важку травму коліна.

## Виступи за збірну
2005 року дебютував у складі молодіжної збірної Німеччини. На молодіжному рівні зіграв у дев'яти офіційних матчах. Був учасником молодіжного Євро-2006, на якому німці не подолали груповий етап.

## Титули і досягнення
- Володар Кубка Німеччини (1):

«Вольфсбург»: 2014-2015